# Skočigrm
Skočigrm (cyr. Скочигрм) – wieś w Bośni i Hercegowinie, w Republice Serbskiej, w mieście Trebinje. W 2013 roku liczyła 15 mieszkańców.